# راشيل كارسون
راشيل كارسون (بالإنجليزية: Rachel Carson)‏ ـ (1907 – 1964م). عالمة أحياء بحرية وكاتبة علمية أمريكية، ألفت عدة كتب تعكس اهتمامها بالحياة في البحار والسواحل.
أكدت كارسون في كتبها العلاقة المتبادلة بين جميع الكائنات الحية واعتماد الرفاهية الإنسانية على العمليات الطبيعية. ويصف كتابها البحر حول الولايات المتحدة (1951م) كيمياء وجغرافية وتاريخ البحر. ولفت كتابها الربيع الصامت عام 1962م انتباه الرأي العام إلى الاستخدام الضار والمدمر لمبيدات الآفات.
بدأت كارسون حياتها المهنية كعالمة أحياء مائية في مكتب مصايد الأسماك الأمريكي، وأصبحت كاتبة طبيعية متفرغة في الخمسينيات. فازت كارسون بجائزة الولايات المتحدة الأمريكية للكتاب الوطني عن كتابها «البحر من حولنا» الذي نشرته في عام 1951. جعل منها هذا الكتاب من الشخصيات المشهورة والآمنة اقتصاديًا. ألفت كارسون كتابها الثاني بعنوان «حافة البحر» في عام 1955، وأعادت إصدار كتابها الأول بنسخة جديدة بعنوان «تحت رياح البحر».
حذرت كارسون من المشاكل البيئية التي تعتقد أنها ناجمة عن المبيدات الحشرية مما دفعها لتأليف كتاب «الربيع الصامت» في عام 1962، وكان لهذا الكتاب دورًا كبيرًا في لفت انتباه الأمريكيين لهذا الموضوع. قوبل كتاب «الربيع الصامت» بمعارضةٍ كبيرة من قبل شركات المواد الكيماوية، ولكنه أدى إلى تغيير أسلوب تعامل السياسات الوطنية مع المبيدات الحشرية.
أسهمت كارسون في وضع قيود على استخدام المبيدات الحشرات في العديد من أجزاء العالم، وكان لها دور في قيام حركة بيئية أدت إلى إنشاء وكالة حماية البيئة الأمريكية. حصلت كارسون بعد وفاتها على وسام الحرية الرئاسي من قبل الرئيس جيمي كارتر.

## الحياة والعمل

### النشأة والتعليم
ولدت راشيل كارسون في 27 أيار/مايو عام 1907 في مزرعة عائلية بالقرب من سبرينغديل بولاية بنسلفانيا، لوالديها ماريا فرايزر (مكلين) وروبرت وأردن كارسون الذي كان يعمل كبائع تأمين. قضت كارسون الكثير من الوقت في استكشاف مزرعة عائلتها التي تبلغ مساحتها 65 فدانًا (26 هكتارًا).
بدأت كارسون في كتابة قصص الحيوانات في سن الثامنة ونشرت أول قصة لها في سن العاشرة. استمتعت بشكل خاص بمجلة القديس نيكولاس التي نشرت قصصها الأولى، وأعمال بياتريكس بوتر، وروايات جين ستراتون بورتر، وهيرمان ميلفيل، وجوزيف كونراد، وروبرت لويس ستيفنسون. كان العالم الطبيعي وخاصة المحيط هو الموضوع العام لأدبها المفضل.
التحقت كارسون بمدرسة سبرينغديل الصغيرة حتى الصف العاشر، وأكملت دراستها الثانوية في مدرسة بارناسوس في بنسلفانيا. اهتمت أيضًا بالمجال الرياضي في المدرسة الثانوية وشاركت في فريق الهوكي وكرة السلة. تخرجت من المدرسة في عام 1925، وأحتلت المرتبة الأولى على صفها المكون من خمسة وأربعين طالبًا. دخلت كارسون كلية بنسلفانيا للبنات (المعروفة اليوم باسم جامعة تشاتام) في قسم اللغة الإنكليزية لكنها حولت تخصصها إلى علم الأحياء في كانون الثاني/يناير في عام 1928، ولكنها استمرت في المساهمة في صحيفة الطلاب بالمدرسة والملحق الأدبي.
قُبلت كارسون لإكمال مرحلة الدراسات العليا في جامعة جونز هوبكنز في عام 1928، ولكنها اضطرت للبقاء في كلية بنسلفانيا للبنات للسنة الدراسية العليا بسبب الصعوبات المالية، وتخرجت بامتياز مع مرتبة الشرف في عام 1929. شاركت كارسون في دورة صيفية في مختبر الأحياء البحرية، وأكملت دراساتها في علم الحيوان وعلم الوراثة في جامعة جونز هوبكنز في خريف عام 1929.
عملت كارسون بدوام جزئي كمساعدة في مختبر ريموند بيرل بعد عامها الأول في مرحلة الدراسات العليا حيث عملت مع الفئران وحشرات دروسوفيلا لكسب المال من أجل التعليم. عملت كارسون مع الأفاعي والسناجب، وأكملت مشروع أطروحتها حول التطور الجنيني للسمك. حصلت بعدها على درجة الماجستير في علم الحيوان في حزيران/يونيو عام 1932.
```
كانت كارسون تنوي الاستمرار في الحصول على درجة الدكتوراه ولكنها أُجبرت في عام 1934 على ترك الجامعة للبحث عن وظيفة تدريسية بدوام كامل للمساعدة لإعالة أسرتها خلال فترة أزمة 
الكساد الكبير
.
[
14
]
 توفي والد كارسون فجأة في عام 1935، وتفاقم وضعهم المالي السيئ وبقت هي لرعاية والدتها المسنة. 
```

### العمل المبكر والمنشورات
عملت كارسون في مكتب مصايد الأسماك بالولايات المتحدة على تحليل ونقل بيانات الحقول عن مجموعات الأسماك، وكتابة الكتيبات وغيرها من المؤلفات للجمهور. استخدمت كارسون أبحاثها ومشاوراتها مع علماء الأحياء البحرية كنقطة انطلاق، وكتبت أيضًا مجموعة دورية من المقالات لصحيفة "The Baltimore Sun" وغيرها من الصحف. ازدادت مسؤوليات عائلتها في كانون الثاني/يناير في عام 1937 عندما توفيت شقيقتها الكبرى حيث أصبحت كارسون المعيل الوحيد لأمها وأولاد أختها.
قبلت مجلة Atlantic Monthly"" نسخة منقحة من مقال بعنوان «عالم المياه» الذي كتبته كارسون في الأصل عن كتيب مكتب المصايد الأول لها في تموز/يوليو في عام 1937. نشرت كارسون أيضًا مقالة بعنوان «تحت سطح البحر»، وهي قصة رحلة في قاع المحيط، ولاقى هذا العمل شهرةً واسعة. حاولت مغادرة المكتب الذي تحول بعد ذلك إلى دائرة الأسماك والحياة البرية في الولايات المتحدة في عام 1945، ولكنها لم تجد عملًا مناسبًا يوفر لها راتبًا جيدًا بسبب تخصيص الأموال المخصصة للعلوم على المجالات التقنية في أعقاب مشروع مانهاتن.
واجهت كارسون لأول مرة في منتصف عام 1945 موضوع مركب المبيد الحشري «دي دي تي»، وهو مبيد ثوري جديد ووصف بأنه «قنبلة حشرية» بعد القصف الذري لهيروشيما وناغازاكي.
ازدهر عمل كارسون في خدمة الأسماك والحياة البرية بحلول عام 1945، وأشرفت على فريق كتابة صغير ثم أصبحت رئيسة تحرير المطبوعات في عام 1949. عملت كارسون على إعداد كتابها الثاني في عام 1948، واتخذت قرارًا بالانتقال إلى الكتابة بدوام كامل. أعربت مطبعة جامعة أكسفورد عن اهتمامها باقتراح كتاب كارسون لتاريخ الحياة في المحيط مما حفزها على إكمال كتاب «البحر من حولنا» في أوائل عام 1950.

### كتاب الربيع الصامت
يُعد كتاب الربيع الصامت أشهر كتاب لكارسون نُشر من قبل هوتون ميفلين في 27 أيلول/سبتمبر عام 1962. وصف الكتاب الآثار الضارة لمبيدات الآفات على البيئة. لم تكن كارسون الشخص الوحيد الذي أثار مخاوف حول مبيد الدي دي تي، ولكن معرفتها العلمية وكتاباتها الشعرية وصلت إلى جمهور واسع وساعدت على حثهم لمعارضة استخدام الدي دي تي. نُشرت نسخة من كتاب الربيع الصامت في عام 1994، وكُتبت المقدمة من قبل نائب الرئيس آل غور. عُيِّن الكتاب في عام 2012 كعلامة تاريخية كيميائية من قبل الجمعية الكيميائية الأمريكية لدوره في تطوير الحركة البيئية الحديثة.

### الوفاة
أصيبت كارسون بسرطان الثدي وبفيروس الجهاز التنفسي. وجد الأطباء لاحقًا أنها تعاني من فقر الدم الحاد بسبب علاجاتها الإشعاعية واكتشفوا أن السرطان قد وصل الكبد. توفيت بنوبة قلبية في 14 نيسان/أبريل في عام 1964 في منزلها في سيلفر سبرينغ في ميريلاند.
حُرقت جثتها ودُفن الرماد بجانب والدتها في حدائق باركلاون التذكارية في روكفيل في ميريلاند. نُثر بعض من رمادها في وقت لاحق على طول ساحل جزيرة ساوثبورت بالقرب من خليج شيبسكوت في ماين.

## مؤلفاتها
ألفت راشيل كارسون أربعة كتب:
- تحت رياح البحر، 1941م
- البحر من حولنا، 1951م
- حافة البحر، 1955م
- الربيع الصامت، 1962م

منحت في عام 1951 جائزة الكتاب الوطني.
حذرت كارسون من أن المبيدات تسمم المخزون الغذائي للحيوانات، وتقتل أعدادًا كبيرة من الطيور والأسماك، وأشارت أيضًا إلى أن المبيدات يمكن أن تلوِّث مصادر غذاء الإنسان أيضًا. وأسهمت أفكار كارسون في وضع قيود على استخدام المبيدات في العديد من أجزاء العالم.

## روابط خارجية
- راشيل كارسون على موقع IMDb (الإنجليزية)
- راشيل كارسون على موقع الموسوعة البريطانية (الإنجليزية)
- راشيل كارسون على موقع مونزينجر (الألمانية)
- راشيل كارسون على موقع ميوزك برينز (الإنجليزية)
- راشيل كارسون على موقع إن إن دي بي (الإنجليزية)
- راشيل كارسون على موقع ديسكوغز (الإنجليزية)